# ボブ・ゴーディオ
ロバート・ジョン・ゴーディオ（Robert John Gaudio、1942年11月17日 -）は、アメリカ合衆国の歌手、作曲家、音楽プロデューサー。1960年から1972まではフォー・シーズンズのキーボード、バックコーラス、作曲を担当し、その後もプロデューサーとして同グループをサポートした。

## 生い立ち
ニューヨークのブロンクス生まれ。イタリア系移民の家庭に生まれ、両親は幼い頃からボブのピアノの才能を認めていた。
高校のとき両親とともにニュージャージー州に引っ越し、バンド「ロイヤル・ティーンズ("Royal Teens")」を結成。バンドメンバーとともに作ったダンス曲「ショート・ショーツ ("Short Shorts")」は、1958年にはビルボードチャートで3位を記録する。
その後まもなく当時まだ俳優を志す前だったジョー・ペシの紹介で、フランキー・ヴァリと出会い、ヴァリのいるバンド「フォー・ラヴァーズ ("Four Lovers")」に加入する。ヴァリとゴーディオはすぐに意気投合し、2人はグループの中心的存在となる。

## 経歴

### フォー・シーズンズとしてのキャリア
1960年にゴーディオは、フランキー・ヴァリ、トミー・デヴィート、ニック・マッシとの4人で、「フォー・ラヴァーズ」から名を変えた「フォー・シーズンズ (The Four Seasons)」を組み、キーボードとギター、作曲を担当する。
1962年、ゴーディオが作曲した「シェリー」は、プロデューサーのボブ・クルーの協力により、フォー・シーズンズの初めてのNo.1ヒットとなり、その後も、「恋のヤセがまん (Big Girls Don't Cry)」「恋のハリキリ・ボーイ (Walk Like a Man)」「悲しき朝やけ」「Ronnie」「Rag Doll」「Save It for Me」「Big Man in Town」「バイ・バイ・ベイビー」「Girl Come Running」「Beggin'」などヒット曲を作った。

### 音楽プロデューサーとしてのキャリア
フランキー・ヴァリのソロとして、ボブ・クルーとゴーディオが作詞作曲した「君の瞳に恋してる (Can't Take My Eyes Off You)」は1967年4月にリリースされた。ミッドテンポのロマンチックなバラードで、ジャジーな管楽器が印象的な一曲。これはヴァリがソロで歌った60年代の曲の最大のヒット曲となる。
この曲をカバーしたミュージシャンは数多く、アンディ・ウィリアムズをはじめ、シュープリームス、テンプテーションズ、ナンシー・ウィルソン、ボーイズ・タウン・ギャング、ペット・ショップ・ボーイズ、ローリン・ヒル、ポール・アンカ、シーナ・イーストン、バリー・マニロウなどがカバーし、スタンダード・ナンバーとなった。
ゴーディオは、1972年にフォー・シーズンズを抜けた後も、グループの作曲家とプロデューサーを兼ねた。妻となるジュディ・パーカーと書いた「愛はまぼろし (Who Loves You)」（1975年）は、低迷していたフォー・シーズンズを救う曲の一つとなり、「1963年12月 (あのすばらしき夜)」などが収録された同名アルバム『愛はまぼろし (Who Loves You)』はフォー・シーズンズ史上最高の売上となった。

## 参考資料
- ヴェリー・ベスト・オブ・フランキー・ヴァリ＆フォー・シーズンズ (ライナーノーツ). フランキー・ヴァリ＆ザ・フォー・シーズンズ. ワーナーミュージック・ジャパン. 2017. WCR26211。